# Бранко Петричевић
Бранко Петричевић Кађа (1914 — 1982) био је учесник Народноослободилачке борбе и генерал-мајор Југословенске армије.

## Биографија
Рођен је 1914. године у Црној Гори. Завршио је Правни факултет у Београду. Током студија, приступио је студентском револуционарном покрету и 1932. постао члан Савеза комунистичке омладине Југославије (СКОЈ), а од 1933. и члан Комунистичке партије Југославије (КПЈ).
Био је организациони секретар Покрајинског комитета КПЈ за Црну Гору, Боку, Санџак и Косово и Метохију, а касније секретар Месног комитета КПЈ за Цетиње. Августа 1940. учествовао је на Осмој покрајинској конференцији КПЈ за Црну Гору, Боку, Санџак и Косово и Метохију, на којој је одржао Реферат о раду међу женама и био изабран за делегата на Пету земаљску конференцију, одржану октобра исте године у Загребу. Касније је због фракционашких борби искључен из чланства Комунистичке партије.
Учесник је Народноослободилачке борбе од 1941. године. Најпре је био борац, а касније када је поново враћен у чланство КПЈ, постављен је за руководиоца Политодела Четврте пролетерске црногорске ударне бригаде. Потом је био политички комесар 17. источнобосанске дивизије и политички комесар Главног штаба НОВ и ПО Војводине. Јануара 1945. постављен је за политичког комесара Треће армије ЈА.
После ослобођења Југославије је радио као помоћник начелника Главне политичке управе Југословенске армије. Имао је чин генерал-мајора.
Јуна 1948. прихватио је Резолуцију Информбироа и са генерал-пуковником Арсом Јовановићем и пуковником Владом Дапчевићем планира бекство из земље. Августа исте године, са Арсом Јовановићем и Владом Дапчевићем, отишао у лов у Вршац, одакле су планирали да се илегално пребаце преко југословенско-румунске границе и да се потом из Румуније пребаце у Москву.
Пошто је бекство било осујећено, приликом илегалног преласке границе Арсо Јовановић је погинуо, а Бранко ухапшен. Владо Дапчевић је успео да дође до Београда, где се крио неко време.
На суђењу одржаном од 1. до 4. јуна 1950. године у Београду, Бранко Петричевић и Владо Дапчевић су осуђени на двадесет година строгог затвора и одузети су им војни чинови и одликовања. За време издржавања казне на Голом отоку, поново је обновљен процес, они су рехабилитовани и 1956. године пуштени на слободу. До пензионисања, 1960. године, радио је као уредник издавачког предузећа „Рад“. Умро је 1982. године.
Носилац је Партизанске споменице 1941. и других одликовања, међу којима су — Орден партизанске звезде првог реда, којим је одликован 30. априла 1945. и Орден братства и јединства првог реда, којим је одликован јуна 1946. године. Сва одликовања и чин су му одузета на суђењу.